# Sussex (Virginia)
Sussex statisztikai település, Sussex megye székhelye az USA Virginia államában. Lakosainak száma 181 fő (2020. április 1.).

## Népesség
A település népességének változása:

| 2010 | 256 |
| 2020 | 181 |